# Zeigarnik-effekten
Zeigarnik-effekten er en psykologisk mekanisme som går ud på at uafsluttede eller afbrudte opgaver huskes tydeligere end  afsluttede opgaver.
Den russiske psykolog Bluma Zeigarnik studerede fænomenet efter at have bemærket at tjenere øjensynligt kun huskede de bestillinger, som var ved at blive effektueret.
Hun udgav i 1927 den tysk-sprogede artikel "Das Behalten erledigter und unerledigter Handlungen" om effekten.
På baggrund af denne effekt er det blevet foreslået at studerende, som ønsker bedre at huske det, de læser, ville have fordel af at afbryde læsningen midtvejs.[kilde mangler]
Zeigarnik-effekten er også nævnt som en forklaring på cliffhanger-virkningen.[kilde mangler]
Zeigarnik-effekten er tvivlsom. Der er flere studier som har søgt at reproducere eksperimentet og de finder ikke nødvendigvis en effekt.